# 五鬚岩鱈屬
五鬚岩鱈屬（Ciliata）为輻鰭魚綱鱈形目江鱈科下的一個屬。

## 品種
現時本屬已確認的品種有三個：
- 鼬五鬚岩鱈 Ciliata mustela (Linnaeus, 1758) (Fivebeard rockling)
- 北方五鬚岩鱈 Ciliata septentrionalis (Collett（英语：Robert Collett）, 1875) (Northern rockling)
- 張氏五鬚岩鱈 Ciliata tchangi S. Z. Li[2][3], 1994